# Bell X-2
Le Bell X-2 Starbuster est un appareil expérimental produit par Bell Aircraft Corporation en vue de récolter des données sur le vol à vitesse bisonique (Mach 2) et trisonique (Mach 3).

## Développement
Le X-2 est développé afin d'étudier les caractéristiques du vol supersonique pour des vitesses supérieures à celles atteintes par ses prédécesseurs (Bell X-1 et Douglas Skyrocket). Le but du programme est aussi de récolter des données sur le phénomène d'échauffement cinétique dû au frottement de l'air sur la cellule d'un appareil.
Le développement du projet est lent et difficile du fait des avancées, dans des domaines aussi variés que l'aérodynamique où la résistance des matériaux à haute température, nécessaires à la conception d'un appareil capable d'atteindre de telles vitesses. Le X-2 atteint des vitesses et des altitudes jamais vues auparavant et est un pionnier de la simulation informatique de la dynamique du vol. Il est aussi l'un des premiers appareil dont la poussée du moteur fusée peut être contrôlée.
Concevoir des commandes de vol et une aérodynamique permettant à l'appareil d'atteindre des vitesses hautement supersoniques n'est que l'un des nombreux défis que l'équipe de recherche a relevé pour mener à bien le programme d'essai. Les ingénieurs savent qu'à l'approche de Mach 3, l'appareil va être soumis à ce qui est à l'époque nommé mur de la chaleur, c'est-à-dire un échauffement important de la cellule de l'appareil dû au frottement des molécules d'air sur la structure. Le X-2 est donc doté d'un revêtement à base d'acier inoxydable et d'un alliage de cuivre et de nickel baptisé K-Monel.

## Historique

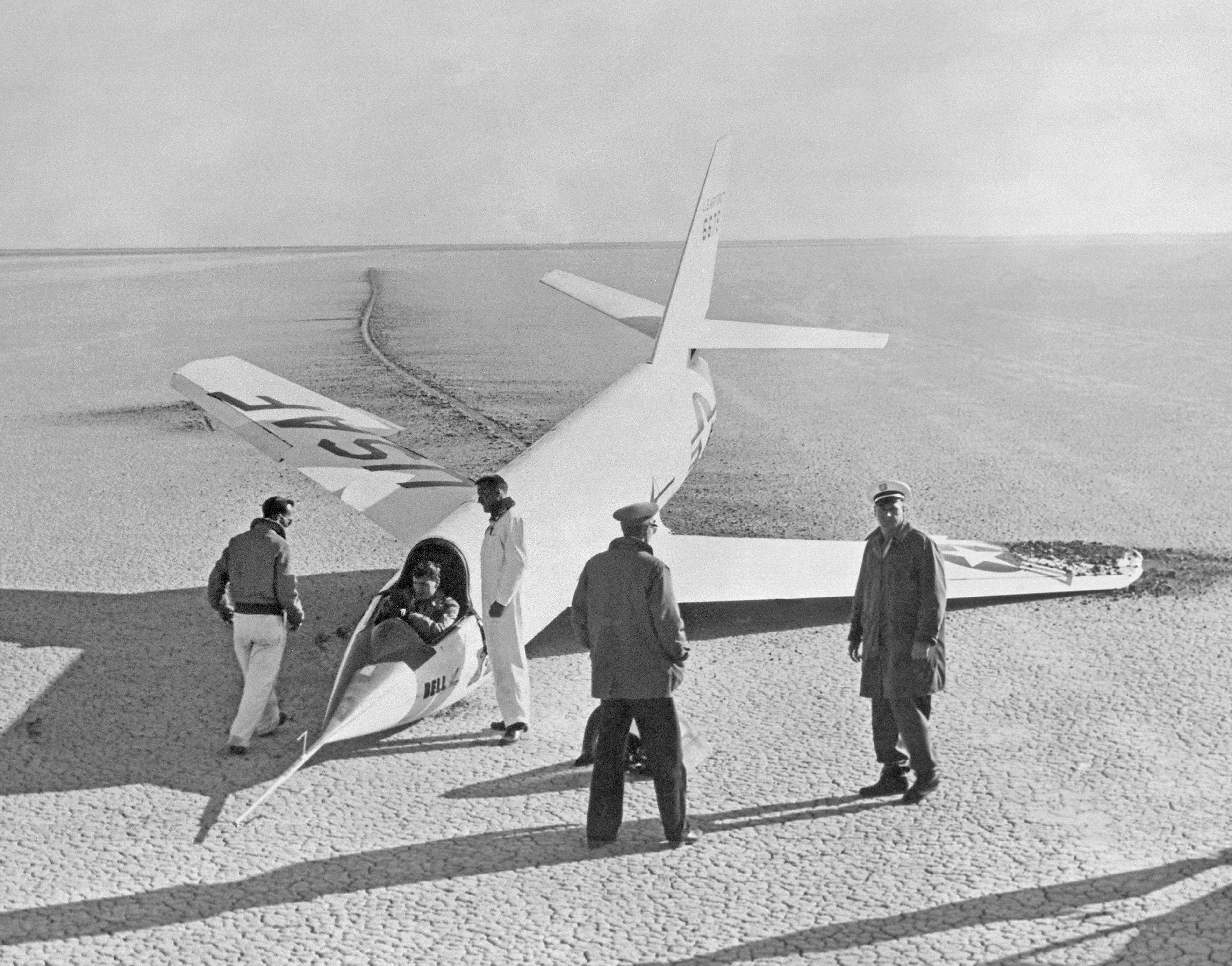
Le 2e X-2 accidenté à l'atterrissage le 22 avril 1952.

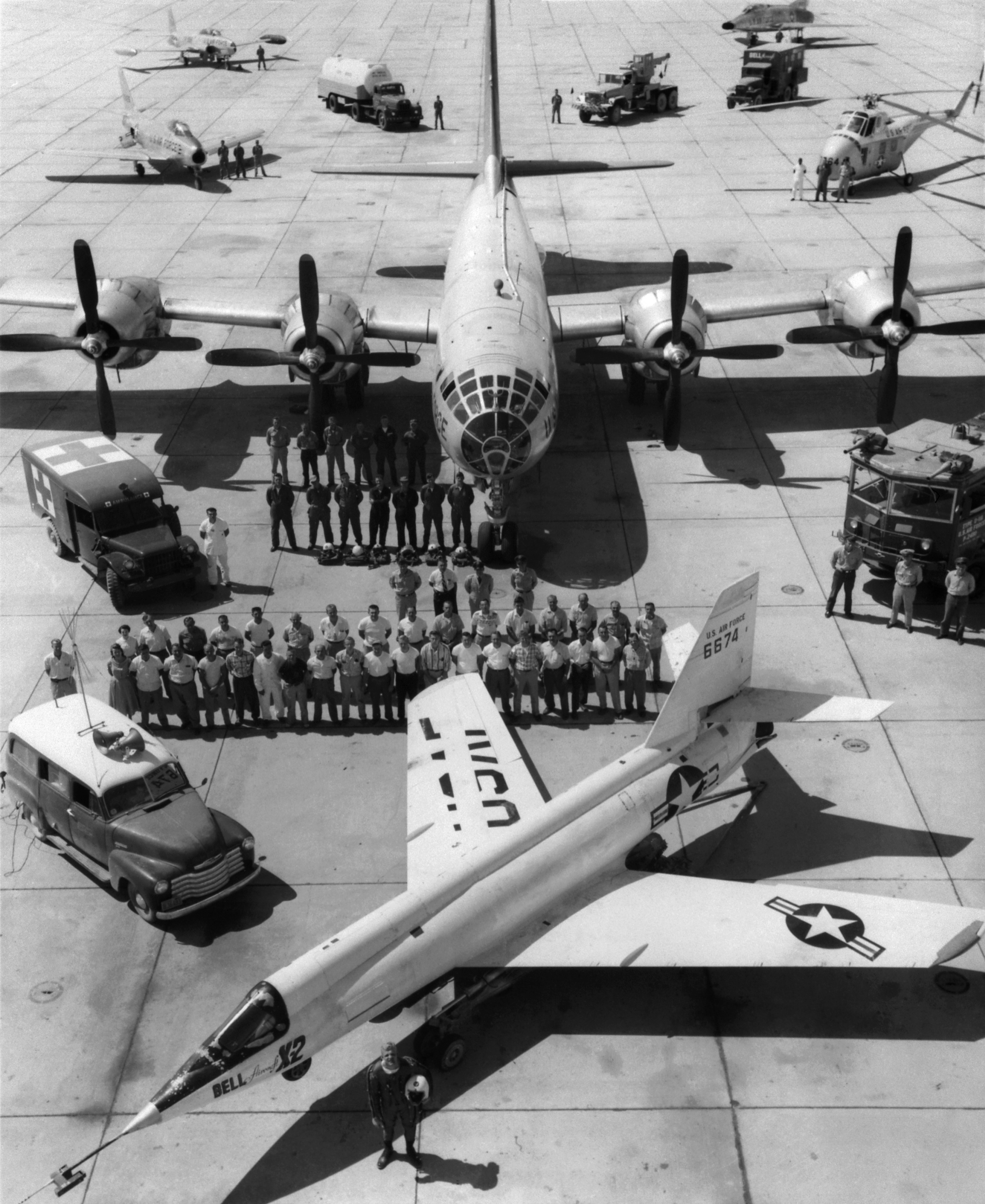
Un X-2, son avion porteur et l'équipe du programme

Le 27 juin 1952, le X-2 piloté par Jean Skip Ziegler, pilote d'essai chez Bell est largué depuis un avion porteur B-50 et effectue son premier vol non propulsé regagnant en planant la base Edwards. Le 12 mai 1953, Ziegler périt dans l'explosion du deuxième X-2 (serial 46-675) lors d'un vol captif (le X-2 restant accroché sous l'avion porteur) destiné à tester le circuit d'oxygène liquide de l'appareil,.
C'est le Lt. Col. Frank K. Pete Everest qui pilote le X-2 (serial 46-674) lors de son premier vol propulsé le 18 novembre 1955. Lors du neuvième et dernier vol, fin juillet 1956, le X-2 établit un nouveau record de vitesse à Mach 2,87, soit 3 050 km/h. L'appareil tient ses promesses, mais pas sans difficulté. Everest rapporte qu'à haute vitesse l'efficacité des commandes de vol est considérablement diminuée. Cela est dû, entre autres, aux variations de pression successives à l'onde de choc (en aval de l'onde de choc, l'air se met à tourbillonner ce qui réduit l'efficacité des gouvernes) et à des phénomènes d'aéroélasticité. Plus tard, grâce à des simulations informatique et des essais en soufflerie combinés aux données récoltées durant les vols, les ingénieurs découvrent que l'appareil deviendrait dangereusement instable à l'approche de Mach 3.

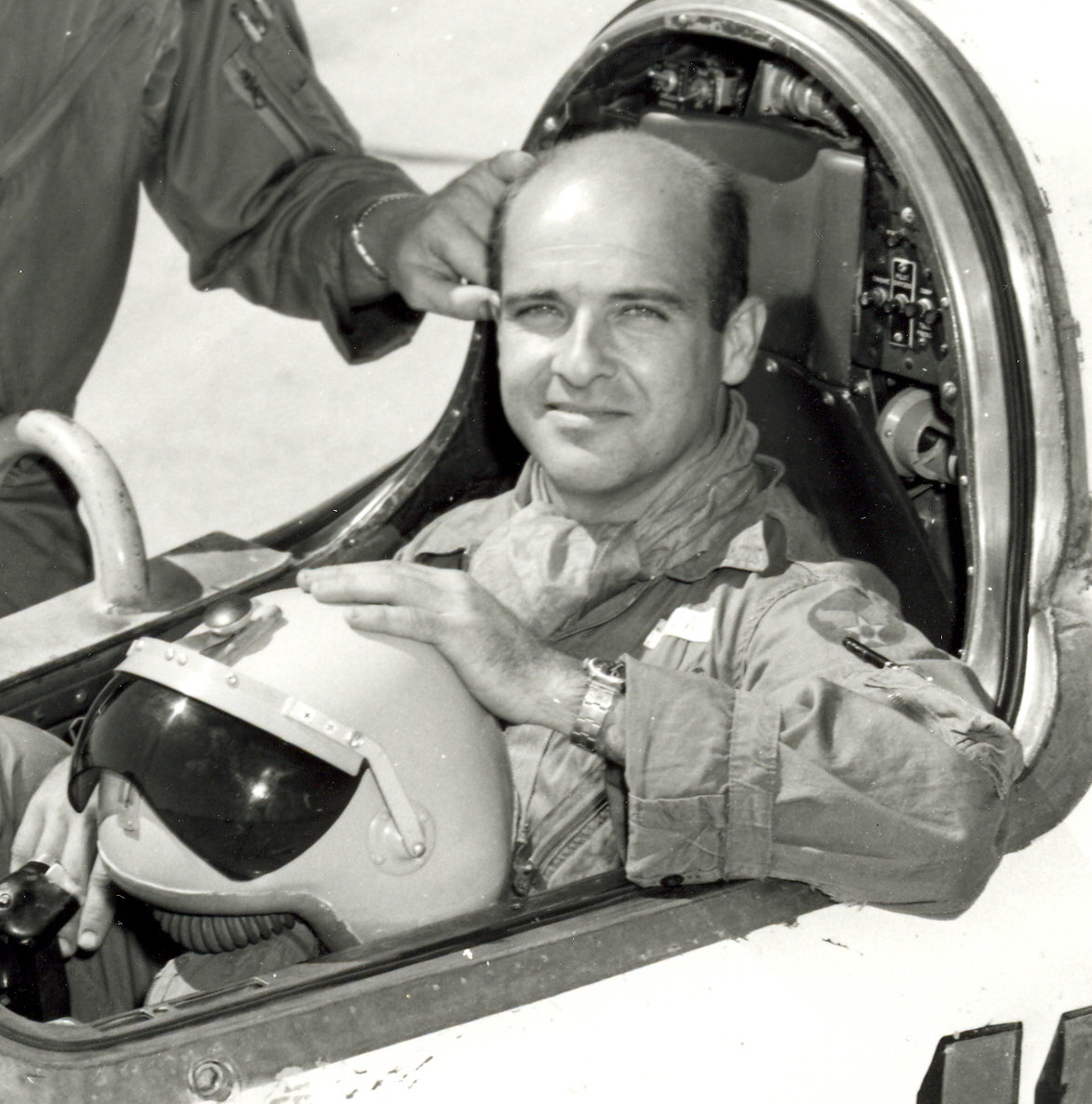
Le capitaine Milburn G. Apt dans le cockpit du X-2

La tâche d'étendre le domaine de vol de l'appareil est confiée aux capitaines Iven C. Kincheloe et Milburn G. Apt (dit Mel Apt), le 7 septembre 1956 Kincheloe devient le premier pilote à franchir la barre des 100 000 pieds (30 500 m) lors d'un vol ou il atteint l'altitude de 126 200 pieds (38 466 m). 20 jours plus tard, le matin du 27 septembre 1956, Apt est largué depuis un B-50 pour son premier vol à bord d'un avion fusée. Ses instructions sont de trouver les conditions de vol permettant d'exploiter au mieux la puissance de l'appareil... et d'éviter de bouger trop rapidement les gouvernes passé Mach 2,7. Il est le premier homme à franchir Mach 3, atteignant la vitesse de Mach 3,2, soit 3 370 km/h) à 65 500 pieds (19 960 m). Sur ce point le vol est un succès, mais, pour des raisons inconnues, Apt entame un virage alors que l'appareil vole toujours à une vitesse supérieure à Mach 3 et ce alors même qu'il sait qu'à une telle vitesse tout mouvement des commandes peut provoquer une perte de contrôle. La première hypothèse expliquant son geste sont que les indications de vitesse en cabine ont pu être erronées et qu'Apt pense donc qu'il vole à une vitesse inférieure. La seconde est que, se rendant compte qu'il s'éloigne trop de la base et il craint de ne pas disposer d'une autonomie suffisante pour atteindre la piste et fait donc demi tour. Le X-2 devient instantanément incontrôlable et Apt est confronté au phénomène de couplage inertiel involontairement découvert par Chuck Yeager trois ans plus tôt. Yeager, bien que soumis à un phénomène plus violent que celui auquel Apt est confronté, a réussi à reprendre le contrôle du X-1 grâce à son expérience et à sa connaissance de l'appareil. Apt, dont c'est le premier vol sur le X-2, n'a pas sa chance et perd la vie dans le crash de l'appareil. 
Le crash de cet appareil démontre bien l'effet de séries d'évènements qui ont éventuellement causé des crashs. Effectivement, dans le dernier vol du X-2 le 27 septembre 1956, plusieurs événements se sont cumulés, à savoir :  
- Le moteur-fusée a fonctionné 15 secondes de plus que prévu et a positionné le pilote loin de Rogers Dry Lake, où Milburn G. Apt devait se poser.
- Une baisse de la stabilité de l'aérodyne causée par l'augmentation de la vitesse de l'appareil.
- Mais aussi, la baisse de la stabilité a été causée par l'augmentation de l'altitude de l'appareil et une confrontation au phénomène de couplage inertiel
- Les modules de contrôles des ailerons ont été défaillants
- La gouverne de direction a été verrouillée dû aux vitesses supersoniques rencontrées par l'aérodyne
- L'appareil a été confronté au phénomène de couplage inertiel

Ces événements cumulés ont eu pour effet de placer le X-2 dans une rotation supersonique. 
Certains considèrent que l'inexpérience de Apt à voler des appareils supersoniques soit un facteur contribuant à cet accident qui lui aurait été fatal. Néanmoins, le Capitaine Milburn G. Apt a volé le X-2 dans la portion du vol avec le moteur fusée sans difficultés et en suivant toutes les instructions et avait effectué des vols d'essais dans le F-100A. Par ailleurs, c'est seulement quand le moteur fusée s'est arrêté que les difficultés menant jusqu'au crash de l'appareil sont apparues.  
Bien que le X-2 ait fourni de précieuses données sur les conditions de vol hautement supersonique et à très haute altitude, cet événement tragique mène à l'abandon du programme avant que le NACA ne puisse commencer ses véritables recherches. Il faut attendre trois ans et l'arrivée de l'avion-fusée le plus perfectionné jamais construit : le North American X-15, pour résoudre les nombreuses énigmes posées par le vol à très haute vitesse.

## Vols effectués par les X-2

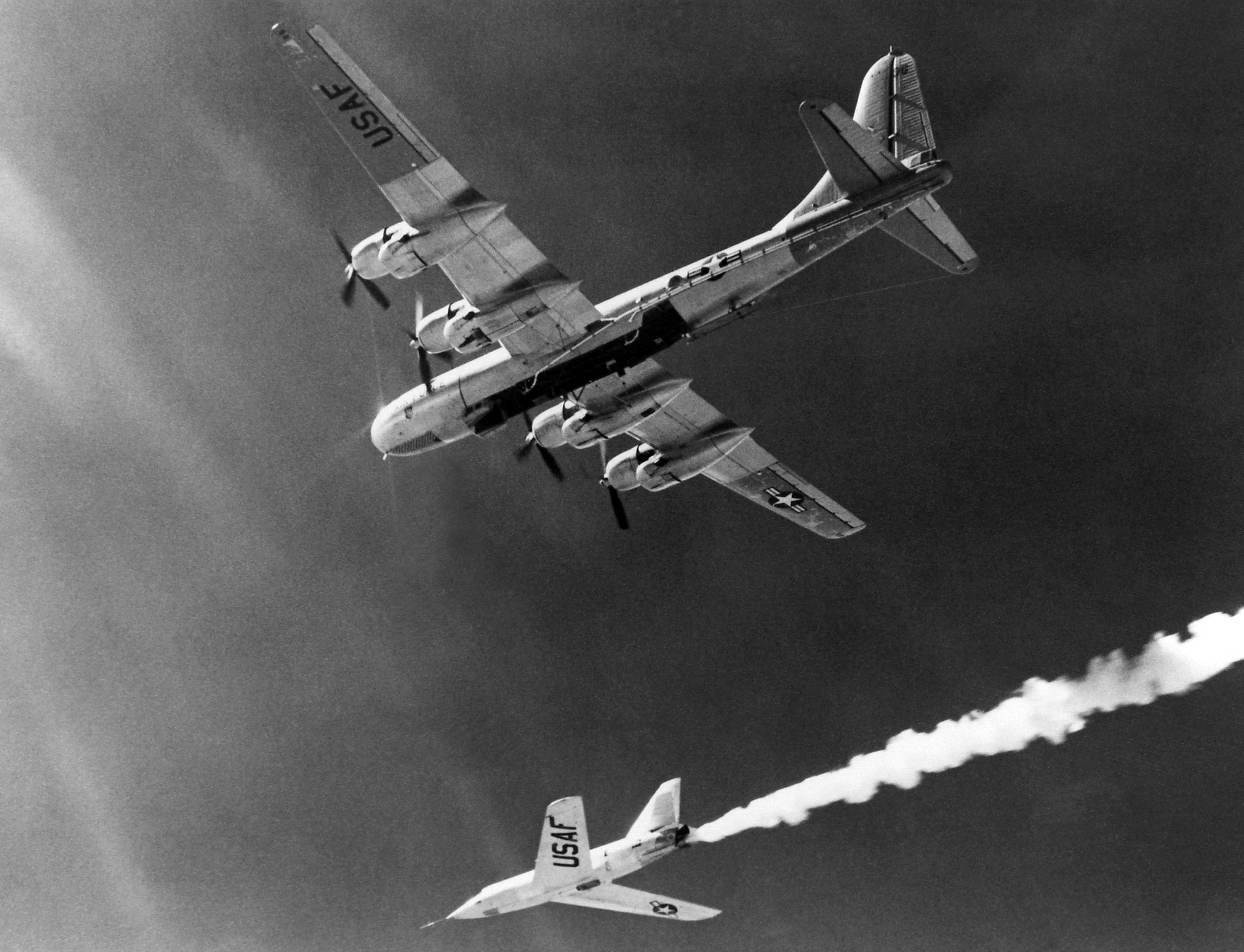
Le X-2 (serial 46-674) se faisant largué par un Boeing B-50.

Les deux avions effectuent un total de 20 vols du 27 juin 1952 au 27 septembre 1956
- Le premier (serial 46-674) effectue 7 vols non propulsés et 10 propulsés jusqu'au crash du 27 septembre 1956[2].
- Le second (serial 46-675) effectue 3 vols non propulsés avant d'être détruit lors d'une explosion le 12 mai 1953.

## Appareils existants

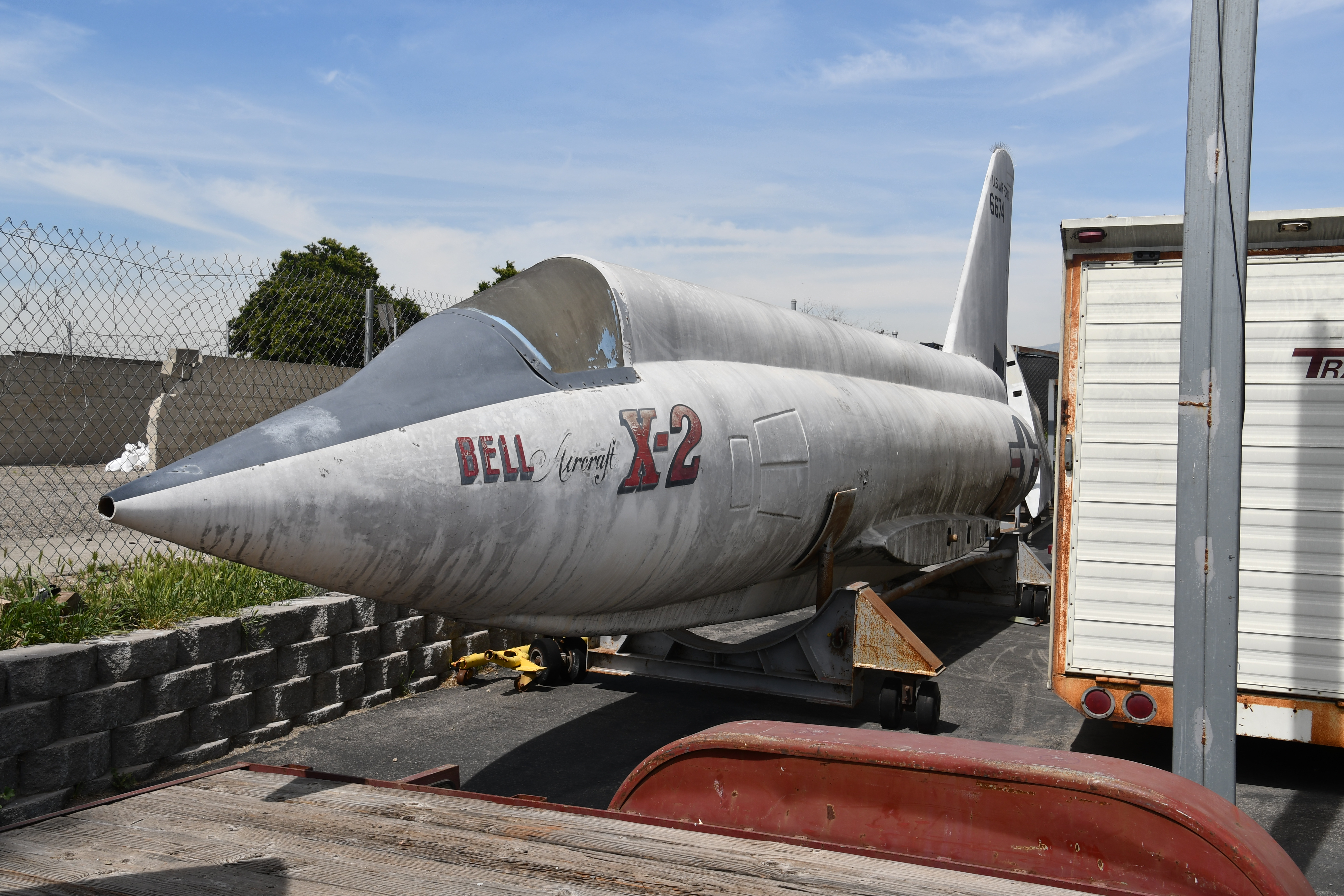
Bell X-2 - Fames of Plane Museum - Chino, Californie.

Le premier exemplaire construit est exposé au Planes of Fame Museum, Chino, Californie.

## Le X-2 dans la culture populaire
- L'avion X-2 6674 apparaît dans le film de science-fiction First man into Space, Le Pionnier de l'espace en français (1959), où il est censé représenter le prototype Y13. On voit l'avion lors des tests des moteurs fusée au sol, et lors d'un de ses lancements à partir d'un B-29.
- L'avion apparait dans le film Je reviens de l'enfer (1956) aux côtés d'un Martin XB-51.
- Dans l'épisode pilote de la série Code Quantum, Sam Beckett (joué par Scott Bakula) se glisse dans la peau d'un pilote d'essai baptisé « Tom Stratton », à l'époque ou le X-2 franchit Mach 3.
- Dans le film Space Cowboys (2000), Frank Corvin (Clint Eastwood) et le pilote William Hawk Hawkins (Tommy Lee Jones) crashent une version imaginaire biplace du X-2.
- Dans une histoire courte de Buck Danny  "on a volé un prototype" (1956) pour le magazine No 17 "Risque tout", le X-2 figure un avion parasite accroché sous un B-36 Peacemaker. Cette histoire a été republiée en 1979 dans le "Journal de Spirou" 2136 et en 1984 dans le tome 4 "la guerre de Corée" de l'intégrale "Tout Buck Danny".

### Appareils comparables
- Douglas Skyrocket